# 福岡県立嘉穂総合高等学校
福岡県立嘉穂総合高等学校（ふくおかけんりつ かほそうごうこうとうがっこう）は、福岡県嘉穂郡桂川町大字土師にある男女共学の公立高等学校。
なお、嘉麻市には昼間定時制の分校（福岡県立嘉穂総合高等学校嘉麻市立大隈城山校）がある。

## 沿革
- 平成17年4月 - 福岡県立山田高等学校、福岡県立嘉穂工業高等学校、福岡県立嘉穂中央高等学校が統合された第14学区総合型高校として飯塚市の福岡県立嘉穂中央高等学校の校地内に開校。
- 平成20年4月 - 現在地に校舎移転

## 概要
2005年（平成17年）、福岡県立高校の再編成計画に伴って開校した県立高校。2008年（平成20年）に第一期生を送り出したが、その中から九州工業大学・北九州市立大学といった国公立大学への合格者が誕生、暫定校舎時代における有終の美を飾った。2008年度（平成20年度）より現在地に移転したが、これにより福岡県嘉飯山地区2市1町全ての自治体に高等学校が存在することとなった。

## 学科
全日制
- 普通科総合コース 40名 福岡県全域
- 農業食品科 40名 福岡県全域
- 工業科 40名 福岡県全域
- 情報科 40名 福岡県全域

## 所在地
〒820-0607 福岡県嘉穂郡桂川町大字土師1117番地の1

## 交通アクセス
最寄りの鉄道駅
- JR九州 筑豊本線・福北ゆたか線「桂川駅」より自転車で10分

最寄りのバス停
- 西鉄バス・嘉麻市バス「嘉穂総合高校」バス停（桂川駅から約5分）

## 著名な出身者
- 籾井勝人 - NHK会長（旧山田高校出身）